# Hârțești
Hârțești – wieś w Rumunii, w okręgu Neamț, w gminie Mărgineni. W 2011 roku liczyła 248 mieszkańców.